# Francisco José Rodríguez (músico)
Francisco José Rodríguez (¿? - Guadix, 1717) fue un compositor y maestro de capilla español.

## Vida
Se desconoce el origen y la formación musical de este maestro.
Las primeras noticias que se tienen de él son de su llegada a Guadix desde Ronda, donde es de suponer que sería maestro de capilla de la Colegiata de Santa María. Coincide que en 1709 la Colegiata estaba buscando nuevo maestro.
El maestro de capilla de la Catedral de Guadix, Bartolomé de Alaminos, se quiso jubilar en 1700, por lo que se decidió contratar al nuevo maestro Andrés Ramos de Molina. Se le concedió un salario inferior al que habían tenido los maestros anteriores, unos 200 ducados y 24 fanegas de trigo, y muy por debajo de las grandes catedrales, como la de Santiago de Compostela o Sevilla, que pagaban unos 400 ducados. Ramos partió hacia 1702, dejando a Alaminos como interino. En 1703 se llamó a Andrés Talens para el cargo, pero era un maestro sin experiencia, que solo pudo mantenerse en el cargo gracias a la protección y la ayuda de Alaminos. Tras el fallecimiento de Alaminos en 1707, Talens abandonó el cargo en Guadix, dejando a la Catedral sin maestro de capilla.
El cabildo publicó los edictos de convocatoria para las oposiciones al magisterio el 3 de noviembre de 1708. Se presentaron Carlos Barrero, protegido del obispo Juan de Montalbán y Gámez y ahijado del canónigo doctoral, y Mateo Núñez. El cabildo decidió no llamar a jueces para realizar el examen, aduciendo los gastos que serían necesarios. Ninguno de los dos consiguió el cargo, aunque Montalbán consiguió un cargo de tenor supernumerario en la capilla de música. Finalmente el 18 de diciembre de 1708 fue elegido Francisco José Rodríguez, con un salario de 200 ducados y 24 fanegas de trigo.
Su estancia en Guadix fue difícil. Mientras sus capacidades musicales y su magisterio fueron impecables, los problemas económicos de la Catedral, causados por la Guerra de sucesión, y el carácter del maestro produjeron numerosos desencuentros. Las necesidades arquitectónicas solo se solventaban a base de voluntarismo privado y no había ni las condiciones físicas mínimas para realizar de forma adecuada los oficios. No había dinero para proveer las plazas de los músicos de la capilla de música, los músicos solo estaban de paso, estaba colapsada por colegiales y el viejo órganos del siglo XVII no funcionaba. El temperamento del maestro llevó al cabildo a dividirse entre seguidores y detractores, estos últimos de la opinión de que había que situar al maestro en su lugar, el de un ministro inferior del coro, jerarquía que rechazaba el maestro.
Otro enfrentamiento con el cabildo ocurrió en 1711, cuando el maestro les insinuó que debían pagarle el trabajo como arpista. EL cabildo le concedió un ayuda de costa de 100 reales, pero el maestro, informado de que anteriormente el cargo tenía una dotación de 20 ducados, dejó de tocar el instrumento y el cabildo hubo de reinstaurar la renta. En 1712 tuvo otra disputa con el cabildo, cuando, aprovechando el éxito que había tenido el maestro buscando un organero en Granada, pidió licencia para componer los villancicos de Navidad. El cabildo negó la licencia sistemática y solo la concedió por horas y con permiso del presidente del coro. Rodríguez reaccionó tratando de eliminar algunas funciones de su residencia «que regenta ni cosa que advertir a los cantores». Se le concedió la propuesta y el maestro trató de deshacerse de los seises. El cabildo tuvo que retomar la discusión, dividiéndose las opiniones. Aquellos representados por el deán Rubio opinaban:

[...] que residiese dicho maestro a los dobles menores y a todo lo que era de su obligación y según costumbres [...] Que aunque no tiene que hacer en los dobles menores debe estar en su silla y que haya sobrepelliz más.

Se enfrentaban a los que opinaban como el obispo, puntualizando que:

[...] en recompensa de los dobles menores a que no había falta ni tenía que hacer dicho maestro, había aumentado en las festividades clásicas que se celebraban cual nunca se había visto mayor solemnidad en esta iglesia.

La disputa continuó ya que la solución encontrada no satisfizo a nadie y el maestro decidió presentar un memorial en la que se despedía del arpa, justo en el momento que más afectaba a la música litúrgica. El órgano estaba en reconstrucción en aquel momento y la falta de arpa dejaba al conjunto sin bajo continuo. El maestro finalmente concedió, con la esperanza de conseguir posteriormente algún beneficio, que finalmente no se materializó. En 1713 la convivencia estaba tan deteriorada que el maestro fue expulsado, a pesar de la oposición del obispo Montalbán, por perder los papeles con un racionero. Finalmente el obispo amenazó con la excomunión al que se opusiese a «dar la posesión y restituir al Magisterio de Capilla de esta santa iglesia a don Francisco Rodríguez».
En los años siguiente Rodríguez saldría con la capilla de música a la iglesia de San Francisco (1714), la salida del convento de Santo Domingo Accitano y a Válor y La Calahorra (1715), con licencia de seis días, lo que sin duda les permitió ganar algún dinero adicional.
En 1715 comenzó una «guerra» del maestro contra el cabildo. La capilla de música, dirigida por Rodríguez, con la excepción de tres músicos, interpusieron un pleito contra el cabildo. Además usaron otros recursos en su disputa, como no tocar el arpa o dirigir a los cantores de forma acelerada para producir cacofonías en la interpretación de la Salve. Esta vez el obispo no se puso de parte del maestro y el cabildo se dirigió con más fuerza contra la capilla de música: no pagaron la nómina de trigo que solía adelantarse cada cuatrimestre. Además, en octubre el cabildo subió el sueldo del organista a los 200 ducados, el mismo que el maestro. El 27 de marzo de 1716, creyéndose ganador del pleito, el cabildo declaró vacante el magisterio. Sin embargo, el maestro pudo mantener el cargo, por lo que el cabildo buscó otro camino: le comunicaron al obispo que «a los capellanes, los clérigos del coro o acólitos, el director del canto, el organista, perticario, notario y caniculario los nombrará y destituirá según su criterio cuando y cuantas veces le pareciere oportuno». Así despidieron al maestro de nuevo y el obispo no se opuso. El pleito continuó en la corte, pero quedó concluida con el fallecimiento Francisco José Rodríguez en Guadix, 1717.

## Obra
No se conservan composiciones de Francisco José Rodríguez.